# Estádio Elías Figueroa Brander
Estadio Elías Figueroa Brander, também conhecido como "Playa Ancha" e anteriormente como Estádio Regional Chiledeportes e Estádio Valparaíso é um estádio multiuso na cidade de Valparaíso, no Chile. Atualmente é usado na maior parte para partidas de futebol, sendo o local de mando do Santiago Wanderers. O estádio tem lugar para 23 000 espectadores e foi construído em 1931 e renovado em 2014.
Recebeu os jogos do Futebol nos Jogos Pan-Americanos de 2023 junto com o Estádio Sausalito, sendo sede da final do torneio feminino, vencido pelo México.